# Соловйов-Куценко Василь Якович
Василь Якович Соловйов-Куценко (нар. 28 березня 1886 року, с. Петрашівка, Теплицький р-н, Вінницька обл. — пом. 29 червня 1971 року) — український борець, тореадор. Чемпіон світу з вільної (французької) боротьби 1909 року. Перший тореадор країни.

##### Так все починалося
Доля готувала випробовування, для майбутнього борця і тореадора, ще із дня його народження. Тому що родився Василь тоді, коли його мати працювала на панському полі. Сталася ця подія 28 березня 1886 року, в селі Петрашівка, тоді ще Гайсинського повіту, Подільської губернії. Як згадував сам Василь Якович: « Поки, мати донесла мене до бабки повитухи, ледь не сконав. Бабця пупця перев'язала добряче, матері сказала, що Господь поставиться до мене прихильно. Генералом не буде, але дужим — це точно, казала вона, і не помилилася».
Він родився у простій, бідній, багатодітній селянській родині, змалку звик до важкої селянської праці, зростав дужим, спритним, сміливим та відважним. Ці риси характеру створили його, як атлета, спортсмена, відомого у всьому світі борця. Батько і мати бідували, тому разом з ними, сестрами та братами важко працював на землі. Дітей була повна хата, та всі повмирали від недоїдання та злиднів, а Васильку восьмому за ліком пощастило.
Сила, напевне, передалася від матері, росту вона була майже двохметрового, міцної статури, мала богатирську міць. Одним махом викидала на воза мішок з пшеницею.
Ріс богатир ніби на дріжджах, молоком мати довго не годувала, давала квача із житнього хліба. У два роки, в дірявих постолах, та замурзаний, в гребінній сорочці вже допомагав батькам по господарству. У п'ять переносив з городу, разом з батьками мішки з картоплею. Коли йому виповнилося сім, його вже боялися зачіпати навіть старші хлопці, які верховодили на сільських вулицях, бо міг розкидати цілу ватагу, як тоді говорили: «кидав хлопцями мов снопами». Тому і не дивно, що місцевий поміщик охоче взяв його пастушком.
Батько, якого по-вуличному називали Куцько, мріяв щоб син вчився в школі, на зароблені потом і кров'ю гроші віддав його до парафіянської школи. Вчився він там три роки. Дізнався там, що крім Петрашівки є на світі інші: села, міста, країни, народи. І забилося серце в хлопчини, вирішив шукати щастя в інших краях.
У неповні тринадцять років, пішов у люди в пошуках щастя. Роки поневірянь, ще більше загартували юнака, викували потужний характер, вигострили бажання боротися за життя і вперто йти до цілі. По суті, жорстке життя, багато випробовувань, важка праця і зробило його людиною-легендою, і невідомо як склалося б його життя, як би не відбулася одна, випадкова, зустріч. Хоча в його житті їх було щонайменше дві, але про все по порядку.
Перша якраз відбулася у тринадцятилітньому віці. Думка про те, що треба попробувати щастя за межами рідного села, вже довго не залишала голову маленького хлопця. Як на те, у селі з'явився якийсь чоловік, так не схожий на його односельчан. Незвично для селян, модно помахуючи паличкою, повільно проходжав по сільському майдану, косо спльовуючи недокурки. На ньому були хоч і поношені, але ретельно випрасувані штани, які носили тільки багаті люди, добре пошитий піджак. З-під нього виглядала світла сорочка. Сказав що моряк, служить в Одесі.
Старі люди казали, що дійсно років десять тому із Петрашівки до Одеси, поїхав хлопчина — сирота, звали його Петром. Там мабуть і знайшов своє щастя, хоч був зовсім не грамотним.
Не покидала, настирлива думка: «якщо безграмотний Петро зміг чогось досягнути в житті, то я ж маю три класи школи». Думка була настільки сильною, що з часом переросла, у найбільшу ціль життя. Як і будь-яка інша людина, у подібній ситуації, він хотів знайти підтримку. Знайшов, у особі Вані Собка — найкращого товариша. В той час, одеський гість, дізнавшись про бажання хлопців покинути село, порадив взяти з собою по чотири карбованці, та сісти на поїзд, так доїхати до Одеси, а там знайти його.
Через кілька тижнів, коли потепліло, два хлопчаки, прихопивши торби із сухарями, вирушили в свою першу в житті подорож. Не думав тоді Василь Куценко, що повернеться до рідного села майже через півстоліття, об'їздивши всю Україну, Росію, і багато країн Європи.
Вперше підлітки їхали потягом, та не минуло і кілька годин, як їх із-під лавки витягнув суворий дядько, і не тільки не продав квитка, а і викинув геть із поїзда. Два юних мандрівники опинилися посеред залізничної колії, на не знайомій станції. Довго стояли розгублені, озираючись навкруги, паніка і страх почали охоплювати мандрівників, але якийсь добрий чоловік розтлумачив: — Бачите шпали? Так і намотуйте кілометри до Одеси.
Десять днів вони йшли до Одеси, голодні і босі, боязко озираючись навкруги. Ночували де прийдеться. Вперше були так далеко від рідної домівки, але продовжували йти вперед, у пошуках кращого життя. І ось цей день настав, таке жадане і велике місто, зустріло малих мандрівників. Довго шукали де напитися води, і тут у одному з дворів, хлопці побачили того самого Петра. Очі їх засяяли, на обличчях з'явилися посмішки, так довго вони йшли, стільки всього пережили, і тепер почали вірити у те, що їх життя може поліпшитися. Тільки тепер це вже був не міський франт, а звичайний двірник, з віником та металевим совком, але це аж ніяк не розчарувало мандрівників. — Диви, земляки! Це ж як ви мене знайшли. — запитав Петро.
Хлопці радо привітали один одного. Всі, без винятку, були раді такій, випадковій зустрічі.
Від душі засміявшись, Петро сказав: — Давайте сюди гроші, я вас влаштую.
Він швидко вибіг на вулицю. Через деякий час повернувся з ковбасою, вином, та солодощами. Хлопці влаштувалися під парканом, поїли. Потім, гостинний на чужі гроші двірник, підвівшись сказав: — Бачите через площу будинок? Біжіть туди, може знайдете якусь роботу, а я тут нічого, сам такий. І випхав їх за ворота.
Будинок, у який вони прийшли, виявився великою пекарнею. Пахло свіжим хлібом. На великий подив, обох відразу прийняли на роботу. Послали подавати мішки з борошном. Так почалося їхнє трудове життя в Одесі. Було воно не легке, не було часу і в гору глянути. А випаде вільне хвилина, здавалося, все віддав би, щоб трішки відпочити. Та в пекаря важка рука: як дасть по потилиці — аж іскри з очей летять.
Одного разу, наївшись вкраденою булкою, Ваня, знову опинився на вулиці, але хлопець з цього тільки виграв. По сусідству була гасова лавка, і греки, які там працювали, взяли його в помічники. Невдовзі зустрівшись, Василь ледь впізнав товариша: на ньому була, хоч і стара, але добротна сорочка, навіть сандалі видали в аванс. — Я вже домовився, — сказав Ваня, — переходь до нас.
Роздумуючи над пропозицією, Василь вирішив змінити роботу. Вона здавалась легшою, та й працювати буде із товаришем. На новому місці, дійсно, було значно простіше: ось тобі адреса, півпудова банка з гасом — віднеси.
Худий хлопчина з чималим вантажем на плечах викликав жаль у людей, яким приносив гас, і ті давали "на чай " — копійку, а то і п'ятак. Бувало за день пудів двадцять переносить. До вечора боліли руки і ноги, не міг ні встати ні сісти. Тіло було наче свинцем налито, а господар не міг нахвалитися ним.
Минав час, і це вже був не худий, немічний підліток, а міцно збитий юнак з налитими силою м'язами. Тоді і почав формуватися богатир.
Згодом його запросили працювати у один із магазинів братів Нобіле: потрібні були дужі, витривалі вантажники. До того ж тут і платили більше, але потрібно було підіймати бочки з гасом. Під'їжджав великий фургон, на який укладалися рейки, і кілька робітників обережно викочували бочку на гору. Спочатку це робили четверо вантажників: двоє внизу, і двоє підхоплювали зверху. Василь прийшов і сказав напарнику: «Я сам». Наступного дня зовсім відмовився від підмоги, один завантажував весь фургон. На роботу в порт прийняли його тепло, але у бригади вантажників була традиція: першу зарплату треба було пропити з усією бригадою. Пили квартами і без закуски — такий закон заведений вантажниками, які називали себе биндюжниками. Ця випивка в його житті була першою і останньою.
Всі дивувалися його незвичайній силі і витримці. Згодом доручили тачку на шість місць, потім — кінний фургон, який мав більше десяти місць. Це вже була «солідна» робота яку не кожному могли довірити. Але весь вантаж доводилось розносити довгими коридорами поверхів. Та це вже ввійшло в звичку, спина стала твердою, немов залізна, руки налилися незвичайною силою. Під спітнілою сорочкою випиналися стальні м'язи.

##### Знайомство з французькою боротьбою
Якось він мився у дворі, всі мимоволі любувалися його могутньою статурою. Він нагадував міцного дуба: коротка, але товста шия, гарно складена статура, по тілу перекочувалися велику вузли м'язів. Одним словом, Геркулес! А було хлопцеві всього шістнадцять років.
Якось підійшов до нього старий вантажник, захоплено поплескав по плечу, а потім юнака обступили інші товариші, мацали залізні біцепси, спину.
```
- У цирк йому б,
 
— хтось сказав,
 
— борцем…
```

Про циркові вистави він чув давно, а от побувати там не доводилося. Цікаво було б подивитися, але за роботою не мав часу.
Увечері, наступної неділі всі гуртом вирушили подивитися циркову виставу. Барвисті циркові афіші сповіщали про грандіозне видовище: чемпіонат із французької боротьби. Звернув увагу напис: « Бажаючі з публіки можуть вийти на арену і теж взяти участь у чемпіонаті».
У приміщенні цирку не було де яблуку впасти, все тут було новим і незвичним. Забувши про все на світі, заворожено дивився, як під куполом цирку в повітрі перевертаються акробати, виконуючи складні номери. До сліз сміявся із дотепів клоунів. Чемпіонат серед борців відбувся у другій половині програми. Спочатку усі борці обійшли арену, демонструючи глядачам свої міцні м'язи, могутні груди, стальні руки. Потім почалися поєдинки. Зал ніби перевернувся догори ногами, ревів, клекотів, зойкав. Василь також збуджено спостерігав, як в мертвій хватці спліталися дужі тіла борців, аж у самого напружувалися м'язи. Коли остання пара покинула арену, вийшов диктор і запросив на килим бажаючих поборотися.
- Василю, давай ти, покажи цим чемпіонам, — підбадьорювали товариші. — Та я ж ніколи не боровся, — зніяковіло відмовився майбутній чемпіон. — А ти не бійся. Бери як мішок, і клади на воза, — всі засміялися. Майже силоміць його виштовхали на арену.
```
- Ти досвід маєш? Із правилами боротьби знайомий?
 
— запитав арбітр.
- Ні вперше…
 
— трохи злякано сказав Василь.
Арбітр вагався, але оглянувши атлетичну статуру молодого чоловіка, зважаючи на вимогу публіки, дозволив. Проти нього виставили досить посереднього, на перший погляд, борця. Василь впевнено підійшов до нього, схопив його і… де та арена, де низ, де верх? Він крутився немов м'яч в руках борця, і мішком звалився на підлогу. Зал весело почав сміятися над ним. Червоний мов рак від сорому і злості, скочив на ноги, знову підійшов до борця, та вже за мить полетів спиною додолу.
- Годі!
 
— закричали із залу.
 
— Викиньте, поки живий, з арени!
```

Він не йшов, а біг, нікого не помічаючи. Душу рвав нестерпний біль, що так осоромився перед товаришами, соромно було і перед собою. «Де ж вона та сила» — думав. Хотілося десь зникнути, хоч крізь землю провалитися. Дива не відбулося, і переможений Василь вже подумки не бачив себе борцем, але зрозумів, що в спорті не лише сила є визначальною.
І тут сталося те, на що найменше зараз чекав Василь. Відбулася друга в житті, випадкова, зустріч з далеко не випадковою людиною.
- Молодий чоловіче, — несподівано почув за спиною. — Ви так швидко йдете, що я Вас ледве наздогнав. Будемо знайомі, Питлясинський Владислав. Сила у Вас є, але цього, боюся, буде замало. Французька боротьба — штука хитра, вимагає техніки і неабиякого вміння. Я керую школою борців, і якщо Ви не злякалися невдачі, то заходьте юначе. Ось моя візитна картка. Чоловік підняв капелюх і розтанув у темряві. Навряд хлопець, відразу, збагнув що відбулося. Ще довго він обдумував деталі та обставини цієї зустрічі, але саме головне, що він тримав у руках візитну картку людини, яка могла змінити все його життя. Цілу ніч не спав, думав що робити. Все-таки вирішив, що буде опановувати навички французької боротьби. Так він потрапив до Владислава Питлясинського, засновника Одеської школи фізичного виховання — в минулому видатного борця, одного з родоначальників французької боротьби в Царській Росії. Через деякий час, Василь вже стояв на порозі школи Питлясинського. Тренер впізнав його відразу, привітно кивнув. Через кілька хвилин підійшов із хлопцем у борцівському трико, і сказав:
```
- Він вчиться всього рік, спробуй з ним поборотися.
```

Новий поєдинок тривав не довше першого. Молодий борець легко поклав його на обидві лопатки, і сам же підняв, переможеного Василя, за руку.
З цього дня почалося нове життя Василя Куценка. Як би не натомився на роботі, ввечері біг до школи. Не пропускав занять, жадібно вбираючи все чого там навчали. Через деякий час вже не гірше за інших розбирався в усіх прийомах, сам непогано виконував їх. Довелося, правда, добре «затягнути пояс», тому що нелегко було поєднувати роботу вантажником, і займатися спортом. До того ж чимало грошей потрібно було платити за навчання. Щодо цього, то тренер був педантичний. Та свою справу знав і любив, робив усе, щоб його учні дотримувалися режиму, і стали справжніми борцями-професіоналами.
Через півроку Василь вперше чисто поклав свого товариша по групі, через два — у школі вже не було рівних йому. А на третій рік про нього вже знали імпресаріо багатьох цирків. Молодий борець виділявся, серед інших, надзвичайно сильними ногами, що давало йому значну перевагу в положенні «міст». Він міг годинами так стояти, і ніякими прийомами неможливо було відірвати його від землі.

##### Шлях чемпіона
Коли навчання у школі закінчилося, приїхав антрепренер. Він хотів запросити працювати, до свого цирку, кількох найкращих випускників школи, знаменитого тренера. Серед трьох найкращих випускників, запрошених до цирку, був і Василь Куценко. Він залишив свою попередню роботу, попрощався із товаришами, і знову вирушив у дорогу. Цього разу це був Брянськ.
Нове місто, нова робота — нові можливості. Адаптуватись в новому середовищі завжди не просто, але обставини складалися для майбутнього чемпіона дуже добре. Молодому борцеві відразу призначили високу платню. Він повністю віддавався своїй справі, і результат не заставив себе чекати. Василь швидко розправлявся із своїми суперниками на арені, і згодом став одним із найкращих борців. Його ім'я почали писати першим на афішах, а публіка лавиною йшла на виступи свого улюбленця. Крок за кроком молодий силач йшов до здобуття визнання.
До перших великих досягнень, Василю довелося чекати майже три роки. У двадцять років він став переможцем циркових чемпіонів, це була його перша золота медаль. Через кілька років у нього з'явився перший титул чемпіона Червоної республіки (України), і груди вже прикрашали з десяток медалей. Це був справжній тріумф молодого, не відомого досі борця. Його прізвище з'являється на афішах таких великих цирків, як Чінізеллі, Труцці.
За час своїх виступів, на арені, працював у цирках таких міст як: Мінськ, Оренбург,Ташкент, Ашхабад, Пенза, Вологда, Махачкала. Побував у багатьох містах України, Росії, а також у Туреччині, Італії, Франції, Бельгії, Польщі, Білорусі, та багатьох інших країнах Європи та Азії.
Згадував Василь Якович: « В Італії довелося бути зовсім недовго. На одному із моїх виступів у Римі, мене обдарувала своєю увагою королева. Вона зняла із шиї золотий медальйон і подарувала мені. Король Віктор-Емануїл не на жарт розсердився, з цього приводу, і я був змушений покинути Італію за добу»
Василеві Яковичу доводилося зустрічатися на килимі з такими всесвітньо відомими борцями, як Петро «Урсус» Янковський, Іван Шемякін, Глинкін, Григорій Кащеєв, Станіслав Збишко-Циганевич, Георг Гаккеншмідт та іншими. Боровся з ними як рівний з рівними добиваючись перемоги, або нічиєї.
Та особливо пам'ятним був поєдинок із королем борців, непереможним чемпіоном із чемпіонів Іваном Максимовичем Піддубним. Уславлений богатир вже через кілька хвилин добився певної переваги, але Куценко не думав здаватися. А коли грізний суперник поставив його на «міст», Василь навіть відчув себе впевненіше, тому що, ще нікому не вдавалося зігнути цю масу напружених м'язів. Не зміг цього зробити і Піддубний, і майже після годинного протистояння, була зафіксована нічия. Іван Максимович підвівся, подав руку українському землякові і під вітальні вигуки залу розцілував Куценка.
```
- От шминдрик!
 
— розсміявся богатир.
 
— Наша закваска. Значить українська земля не бідна коли таких родить.
```

Атлет мав багато циркових номерів, зокрема про феноменальний «Куценківський міст» не раз писали газети, це була, свого роду, візитна картка цього борця. Ще однією такою візиткою був такий номер, Василь Якович лягав на брезент, брав на себе платформу, по якій переїжджали вози, автомобілі з пасажирами, пожежний обоз. Бажаючих побачити це видовище завжди було багато, але публіка завжди хотіла бачити щось нове, тому потрібно було завжди вигадувати все нові номери для програми. Спробував себе Куценко в ролі гладіатора, та куплені андалузькі бики стали такими ж немічними в поєдинках з борцем, як багато борців на килимі. Черговим новим номером в цирку, був і такий коли на його грудях молотобійці розколювали каміння, вагою до 50 пудів. Також особливістю Куценка було те, що на відміну від інших, у більшості своїх виступів, він виступав у чорній масці.
Саме цей період перемог, був одним з найвеличніших в кар'єрі борця. Він брав участь у спектаклі «Боротьби сил», що влаштовувався славетним режисером — організатором, відомим російським борцем Іваном Володимировичем Лебедєвим, як його тоді називали «дядя Ваня». Про молодого і здібного хлопця заговорили в Петербурзькому імператорському атлетичному товаристві. Близько був знайомий з Федором Шаляпіним. Слава про богатиря сколихнула всіх, що ним навіть зацікавився Григорій Распутін, згодом вони потоваришували. Мав честь зустрічався з царем Миколою ІІ, а від дружини іспанського короля Альфонса ХІІІ отримав у подарунок золотий хрест. Богатиря любили і поважали, на його виступи завжди йшли юрби людей.
Ввесь професійний шлях, Василя Яковича, оповитий багатьма цікавими історіями, життєвими ситуаціями які сталися у той чи інший час.
Якось, приїхавши на гастролі до Махачкали, Василь пішов на базар. Його увагу привернула виснажена, бідно вдягнута жінка з дітьми, яка торгувалася за корову з огрядним дядьком. У жінки, мабуть, не вистачало грошей, щоб купити корову. Вона просила поступитися ціною, але продавець лише лаявся. Куценко підійшов до спекулянта.
```
- Що ж ти таку ціну заломив?
 
— запитав.
 
— Це ж коза, а не корова. В ній центнера нема.
Дядько аж засичав від злості:
- Центнера нема? А ти підійми
 
— твоя буде.
```

Атлет посміхнувся, підійшов до корови, підліз під неї, підняв і поніс.
Це було незвичне видовище: над базаром, над головами людей, попливла корова, махаючи ратицями, а за нею із жахом біг невдаха-спекулянт, благаючи віддати худобу. Він тут же продав за пів ціни щасливій жінці.
```
Дуже шумним був його бенефіс у Кронштадті. На виступ першого тореадора країни, «людини-моста», «людини-ковадла», всесвітнього борця, у міський сад прийшли жителі всього міста: торговці, робітники, матроси з кораблів балтійського флоту. Пізніше місцева преса писала, що місто не впізнати: чудовий сад став схожим наполе бою. Дерева поламані, квіти витоптані, від сили-силенної глядачів усе зруйновано.
```

Іншим разом, будучи в Самарі, Василь Куценко засидівся у свого приятеля, який жив у готелі. Вийшовши о третій годині ночі, і не поспішаючи, попрямував темною вулицею до цирку. Він був добре одягнутий, що привернуло увагу якихось типів, і ті поспішили за ним. Василь Якович помітив це і насторожився:
```
- Руки вгору!
 
— почулося із глухого закутка.
- Будь ласка,
 
— спокійно вимовив і випростав руки, та так, що двоє бандитів розлетілися у різні боки, а третій зник, ніби його вітром здуло.
```

Найбільше дісталося тому з нападників, що полетів на паркан і провалився в чийсь сад, тому що вийшов хазяїн садиби розібратися у чому справа. На прохання борця він виніс мотузку, грабіжника зв'язали, і Василь на плечах відніс його у поліцію.
Були у його професіональній кар'єрі, і не дуже приємні моменти. Ситуації у яких усе могло закінчитися трагічно, але як годиться богатиреві, він мав міцне здоров'я. У Мінську, місцеві циркачі, для яких приїзд конкурента був не бажаний, вирішили його позбутися. Для цього за винагороду вони вмовили шофера автомобіля, який мав переїжджати через Куценка, в одному з номерів, трохи повільніше переїхати платформу. Всього на якусь мить водій довше затримався на ній, але цього було достатньо, щоб з носа й рота атлета пішла кров, Василь втратив свідомість. Тільки завдяки богатирському здоров'ю Василю Яковичу вдалося вижити.
Місцева прокуратура порушила справу проти водія, який за вчинений злочин міг сісти у в'язницю. Та до Василя прийшла дружина шофера з п'ятьма малими дітьми. Зі сльозами на очах розповіла про те, як нелегко їм жити, просила простити чоловіка. І Василь Якович відкликав судовий позов. Так він проявив ще одну зі своїх якостей — доброту, і взагалі він відзначався лагідним характером, ніколи не зловживав своєю надзвичайною силою.

##### Чемпіон світу
Найбільшою подією у житті Куценка, став чемпіонат світу з вільної боротьби 1909 року в Кишиневі. Де він став чемпіоном, та здобув всесвітнє визнання. Того літа місто жило в очікуванні чемпіонату світу з французької боротьби. Організатори чемпіонату запросили сюди, крім російських атлетів, відомого італійського борця Ганса Дікмана. Він був досить титулований і блискучий атлет, його поява на міському стадіоні викликала бурю овацій. Вийшов при своїх регаліях — високий, красивий, підперезаний широким золотим поясом, густо всіяний діамантами. Посередині цієї унікальної прикраси сяяло відображення борця, виготовлене на золоті. Гість умів ефектно виставити свою красу і силу. Він густо підмалював очі, напудрився і галантно кланявся в усі боки.
Публіка була в екстазі, особливо молоді панночки, жінки, місцеві красуні. Вони привітно махали руками, кидали йому квіти. Схвально кивали головами, розхвалюючи закордонного атлета. Своїм зовнішнім виглядом Ганс Дікман, дійсно затьмарив багатьох атлетів, у тому числі і Василя Куценка, який був трохи нижчого зросту і мав трохи мішкувату структуру тіла. Не викликали сумніву і високі фізичні дані італійця, та його технічні можливості. А його самовпевненість та пихатість, лише додавати солі майбутньому поєдинку, тому що ніхто не міг передбачити його результат. Словом, поєдинок обіцяв бути важким і цікавим. Кумир вишуканої публіки, був настільки впевнений у своїй перемозі, що навіть не поцікавився хто ж з ним боротиметься.
Після закінчення усіх перед матчевих урочистостей, він велично підійшов до суддівського столу, зняв із себе усі нагороди, в тому числі золотий родовий пояс, і поклав їх на стіл. Звертаючись до арбітрів, самовпевнено проголосив, що віддасть їх разом зі своїм іменем, і званням чемпіона світу, тому хто у трьох поєдинках хоча б раз його переможе.
Перед тим як розпочати боротьбу з основним опонентом, Ганс розпочав боротьбу із слабшими суперниками. Хотів заінтригувати публіку і показати свою перевагу. Каскадом блискучих прийомів, він здобував легкі перемоги.
Настала черга вийти на арену основного претендента на звання чемпіона, і усіх регалій опонента. Обидва богатирі були одягнені в чорні трико. Дікман стояв гордо, закинувши голову вверх. Василя Куценка, італієць також не сприймав як серйозного суперника, це був для нього черговий легкий поєдинок, у якому він мав легко здобути верх. Для Василя це був шанс, яким потрібно було скористатися, про недооцінку суперника не могло бути і мови.
Публіка шаленіла, була в передчутті великого поєдинку. Мало хто вірив, що якийсь мужик, візьме верх над ефектним іноземним атлетом із зовнішністю Аполлона. Борці підійшли на зустріч один одному, обмінялися швидким потиском рук і розійшлися. Миттєво, одночасним стрибком, повернулися один до одного. Дікман, легкою пружною ходою був схожий на хижого звіра, який збирався напасти на жертву.
Поєдинок розпочався. Будучи вищим за Куценка, Дікман цим користався, італієць обхопив потилицю Василя і спробував зігнути опонента, але зустрів сильний супротив. Потім руки обох замкнулися, мов залізні лещата. Таке протистояння сили почало дратувати пихатого Ганса Дікмана. Нарешті італійцю вдалося підняти і кинути суперника на підлогу, але Василь у падінні перевернувся і замів стати у положення «міст». Лежачи на землі обличчям догори, лише торкаючись її потилицею, Куценко круто вигнув спину, і підтримуючи руками рівновагу, зробив своєрідну арку, яка через деякий час прославить його на ввесь світ. Тут проблеми для Дікмана тільки розпочалися. Він зі злістю навалився на Куценка, але ще не було такої сили, яка б змогла зламати феноменальний «куценківський міст», доведений до найвищої досконалості.
Ще мить, і вже Василь навалився на суперника, тіла сплелися, закрутилися і завмерли. Італієць лежав на лопатках. Глядачі не могли в це повірити, не міг повірити і Ганс, програти поєдинок такому невиразному борцеві, він аж ніяк не очікував. На адресу Куценка почалися несміливі оплески, які переросли в овації. Публіка шаленіла. Дікман вимагав реваншу, але і в другому і в третьому поєдинках він знову виявився переможеним. Тут уже публіка бурхливо аплодувала нашому земляку.
На поєдинках борців в той час на кін ставились звання, нагороди, навіть життя. Переможець отримував все. Всі нагороди, прикраси, ім'я Дікмана, знаменитий позолочений родовий пояс, звання чемпіона світу, все переходило до переможця — Василя Яковича Куценка. Однак, Василь взяв лише пояс чемпіона, все інше повернув власникові, сказавши: «Заробив — то носи, а пояс ти програв по всіх правилах. Більше хвалитися не будеш». За цей вчинок, публіка ще більше полюбила Василя. Так він став Куценком — Дікманом, чемпіоном світу.
Не змирився італієць з поразкою, готувався до матчу реваншу. Їхня друга зустріч, викликала небувалу бурю емоцій, навкруги майбутнього протистояння. Поєдинок, як і попередній, був величним. Кілька годинне протистояння, без перерви, напружуючи усі сили, атлети, намагалися побороти один одного. Переміг Куценко. Переможений Дікман знову лежав на арені, того дня він назавжди покинув Царську Росію.
До молодого українського борця, була прикута все більша увага. Ним зацікавилися у царському дворі. 1913 року, в день 300-річчя Романових, Василя Куценка і ще кількох відомих атлетів запросили у Санкт-Петербург, виступити на святі, яке проводилося до дня святкування такої величної дати. Після виступу, цар Микола ІІ, поплескав богатиря по плечу і подарував золотий рубель — один із тих трьохсот, що були випущені спеціально на честь ювілею. Саме в цей час Василь познайомився з Григорієм Распутіним. Після цього він часто виступав у столичних салонах аристократів, демонстрував богатирську силу і показував фокуси, чим викликав неабияке захоплення та повагу у знаті того періоду.

##### Після чемпіонський період
В 1917 році борець вирішив попрощатися з ареною. Останній виступ він провів в Уфі. Після виступу, зібравши речі і не взявши розрахунок пішов з цирку, ставши солдатом армії Колчака. Але не судилось Куценкові піти на фронт. Дізнавшись, про цивільну роботу Василя, командування доручило йому керувати всеобучем. Так він став командиром і викладачем фізпідготовки в місті Уфа, продовжував викладати і в період Революції та Громадянської війни.
Пізніше, відповідно до постанови Раднаркому, підписаної В. І. Леніним, його і всіх інших діячів мистецтв, направили у народний комісаріат освіти. За волею долі, Куценко повернувся на арену. — Тепер у Вас буде новий глядач — народ. Бажаємо успіху! — говорили йому на прощання.
Дізнавшись, що у Самарі гастролює цирк Карло Мілані, подався туди. Але на власника цирку, червоноармійська шинель Василя Куценка справила гнітюче враження. — Вакансій нема! — коротко відповіли йому.
Тоді він ввечері прийшов до цирку, на останні гроші купив квиток. Коли почалася французька боротьба, одягнувши саморобну маску, яка заінтригувала публіку, він викликав усіх учасників самарського чемпіонату на двобій. Всі хто в той вечір виходили на арену проти Куценка програли. Скинувши маску, він сів на своє місце. До нього підбіг, тричі вибачаючись, Карло Мілані. Під тиском публіки, власник був змушений змінити своє рішення, та надати Василеві місце в цирку. Запропонував не тільки роботу, а і видав аванс, та надав місце в готелі. Так почався його другий дебют у цирку. Цирки тоді знаходилися у приватних осіб, тому всі програми будувалися на «сенсаційних номерах». На афішах поряд з Прізвище Соловйов-Куценко, почали писати: «Людина-міст», «Людина-ковадло», «Перший тореадор республіки». Така людина, в цирку, була потрібна Карло Мілані.
І знову все як і раніше: виступи, овації публіки, нові міста, закулісні інтриги. Василеві Яковичу вже було під сорок, але роки не позначилися на його могутньому здоров'ї. Здавалося, що в нього відкрилося друге дихання, він як і раніше відчував силу і міць, у своєму вже не молодому, як для атлета, тілі. Легко і швидко, він клав суперників на лопатки, завойовуючи чергові медалі, грамоти, дипломи та призи. Навіть у свої немолоді роки, він збирав у цирках аншлаги. Борця переманювали інші цирки, і він продовжував подорожувати країною.
Однією з великих, після повернення на арену, стала перемога, у Харкові, над Анатолієм Соловйовим. Людину яку тоді називали чемпіоном чемпіонів, Куценко переміг, і почав носити потрійне прізвище Куценко — Соловйов — Дікман. Пізніше, прізвище Дікман він прибрали з афіш, оскільки воно не подобалося Василеві, а іноді він використовував псевдонім Анатолій Соловйов.
Починаючи з 1922 року, борець здобув ще півсотні призів, звання Червоного чемпіона республіки 1922, 1923, 1924 років, та десятки чемпіонських стрічок. Останню почесну стрічку чемпіона, наш земляк отримав у 1940 році, коли йому було вже 54 роки.
Не раз Куценко приїжджав на Вінниччину, та у рідну Петрашівку, виступав перед земляками. Кожен його приїзд перетворювався у справжнє свято. Старожили пам'ятають, як навідувався у рідне село Василь Якович, разом зі своїм товаришем по арені — індійцем Ібрагімом Сірханом Кохутою. Вони показували багато цікавих номерів з французької боротьби: боролися з биками, номери «людина-ковадло», та інші. У сільського глядача, не звиклого бачити таке кожен день, це залишалося у пам'яті на все життя.
Коли розпочалася Вітчизняна війна, Василь виступав у складі Держцирку на Донбасі. Багато борців, у тому числі і він, виявили бажання піти на фронт. Але вийшло розпорядження «зверху», що артисти та діячі культури повинні обслуговувати фронт, і підіймати бойовий дух армії.
Але дане розпорядження, а ж ніяк не передбачало для артистів і діячів культури мирного життя. Свої виступи вони проводили в місцях, які знаходилися близько до лінії фронту. Так під Краснодоном, пересувний цирк у складі якого перебував Василь Куценко, потрапив в оточення. Під дулами автоматів усіх вивели з вагонів і погнали в гестапо. Особливо гітлерівців зацікавив Куценко-Соловйов, саме звання чемпіона можливо врятувало йому життя. Солдати і керівництво німецької армії, на власні очі хотіли побачити виступи знаменитого атлета. Він змушений був показувати, вже давно забуті номери, в тому числі з биками. Це привело до того, що старий, давно не тренований атлет, зазнав травми. Німець — молотобоєць, чи то спеціально чи ні, але сильно вдарив молотом, підчас одного з виступів, і зламав два ребра. Та біда не прийшла одна. Італійський борець Ганс Дікман до кінця життя не змирився з поразкою, і з втратою дорогої родинної реліквії, і клявся будь-що її повернути. Помираючи, він заповів своєму братові Джордіні повернути пояс додому. Той займав високу посаду в армії Беніто Муссоліні, і коли дізнався, що в німецькому полоні перебуває Василь Куценко, вирішив використати цей шанс. Був споряджений спеціальний загін, і разом з Джорніні, відправлений у Луганськ, де в той час перебував хворий Василь Якович Куценко. Силою зброї він відібрав почесний трофей, але залишив атлету життя. Джорніні до кінця виконав волю брата. Можливо, саме цей чемпіонський пояс і врятував життя Василеві, оскільки Джорніні попросив німців залишити атлету життя.

##### Знову вдома
Хворий, пограбований, немічний, але живий повернувся Василь до рідного села, разом зі своїм товаришем, як звати хлопця, ніхто не пам'ятає, але це був славетний борець, який свого часу переміг відомого французького чемпіона Рауля ле Буше.
Односельчани пам'ятають його тихою, спокійною людиною. Дуже любив самотність. Жив окремо від сім'ї у батьківській хаті. Сім'я, Василя Яковича, жила у Петрашівці як до війни, так і після, в той час як він гастролював країною. Отримував пенсію 48 карбованців, треба ж було державі так образити чемпіона. Город копав лопатою, садив і збирав врожай сам.
Дуже часто до нього приходили школярі, він дуже любив дітей. Міг годинами з ними сидіти і розмовляти, багато розповідав про себе. Часто і сам, навідувався у школу, навчав учнів борцівській справі, боксу.
В 1970 році, його запрошували виступити перед студентами учнями Теплицького СПТУ, викладачами та жителями селища.
Захоплювався виготовленням вина, різних напоїв із вишень, черешень, малини, смородини. На кожній банці приклеював етикетку, на якій позначував, коли і з чого виготовлений напій. Сам ніколи не пив, але любив пригощати гостей. Дуже захоплювався читанням художньої літератури, газет, міг довго вести дискусії на політичні теми. Майже щодня ходив у магазин за покупками. Бувало, коли попросять пригостити, собі нічого не купить, а любителям випити придбає випивку.
Був дуже красивим на вигляд: довга біла борода, у міцному богатирському тілі відчувалось неабияке здоров'я. З усіма вітався за руку, та так, що не кожен міг витримати потиск його руки. Завжди ходив із вишуканою паличкою — їх у нього було багато. І чим старшим ставав, тим важчу брав палицю, кілограм на п'ять, щоб показати, що є ще сила в знаменитого спортсмена-борця. У 70 років, він ще вигинав підкови, а в 82 роки він ще жонглював багато пудовими гирями, виконував різні атлетичні вправи. Все життя був пристрасним пропагандистом спорту. Свою хату перетворив на музей спортивної слави, де на почесному місці лежали збережені афіші, фото, дипломи, чемпіонські пояси, стрічки.
Помер великий чемпіон 29 червня 1971 року, похований на сільському кладовищі.

##### Із спогадів
Семенюк Василь Лукич:
Вирішив Василь Якович викорчувати чималий дубовий пеньок. Обкопав його кругом, підрубав коріння, викотив на город. Став думати як же його до хати донести, палива з такого пенька надовго стане. Прокопав до нього траншею, по ній підліз під пеньок, спробував — піде. Ще раз приклався, взяв на плечі тай пішов. І тут Василю Яковичу здалося, що пеньок трохи поважчав, але він не придав цьому великого значення і пішов далі. Іде під гору з левади сімдесяти шести річний дід, несе ношу небачену, сусіди на те диво тільки спантеличено споглядають. Здолавши чималий шлях, прийшов Василь Куценко з пеньком до хати, тільки хотів скидати важку ношу з плечей, як хтось кричить згори: « Не кидай! Дай хоч злізу, бо ноги мені зламаєш». Це один із його сусідів сів зверху на пеньок, щоб переконатися, чи донесе богатир таку ношу.
Куценко Світлана Василівна:
В 1952 році, в село, з району приїхали двоє: один із районного спорту, інший з краваткою, мабуть, партійний функціонер, і стали вмовляти Василя Яковича поїхати на обласні змагання. Він погодився. І не просто очолив делегацію фізкультурників Теплицького району на обласних змаганнях, а навіть взяв участь у забігу на 100 метрів. Серце ледь не вискочило з грудей Василя Яковича. З тих грудей, які прикрашали численні нагороди, які були увінчані діамантовим поясом переможеного Дікмана, золотим хрестом, подарованим за перемогу дружиною італійського короля. Він довго ходив стадіоном, переводячи подих, згадуючи свою молодість, борцівські поєдинки, свої перемоги. — Ех, скинути б мені років 20-30, я знову був би одним із найкращих. — говорив Василь Якович.
Варто уявити собі, яку силу духу, яку спортивну злість необхідно було мати, щоб у віці 66 років відстоювати честь Теплицького краю.